# 中国国民党青年団
中国国民党青年団（ちゅうごくこくみんとうせいねんだん、中国語: 中國國民黨青年團）、略称青年団（中国語: 青年團）は、中国国民党の中央委員会の国家発展研究院の直属部門。

## 概要
国民党青年団は、馬英九が国民党党首に選出された後の2006年に設立された。設立当初は、参加者は40歳未満であったが、初代団長の林益世 就任以来、参加者は40歳未満であるかつ学生である必要がある。
近年は選挙活動に加えて、若者の政治参加を促進する為に、講義活動も多く行っている。

## 歴代総団長、副総団長と執行長
| 代 | 総団長 | 大学     | 期間                         | 副総団長                       | 執行長                                        |
| -- | ------ | -------- | ---------------------------- | ------------------------------ | --------------------------------------------- |
| 1  | 林益世 |          | 2006年4月2日-2007年8月1日    | なし                           |                                               |
| 2  | 黄執中 | 世新大学 | 2007年8月1日-2008年7月30日   | なし                           |                                               |
| 3  | 梁靧   | 政治大学 | 2008年7月30日-2009年10月11日 | なし                           |                                               |
| 4  | 周維毅 | 成功大学 | 2009年10月11日-2010年9月26日 | なし                           |                                               |
| 5  | 黄健豪 | 政治大学 | 2010年9月26日-2011年9月25日  | なし                           | 殷瑋                                          |
| 6  | 施宜佳 | 海洋大学 | 2011年9月25日-2012年8月30日  | なし                           | 殷瑋                                          |
| 7  | 凌濤   | 交通大学 | 2012年8月31日-2013年7月30日  | なし                           | 殷瑋                                          |
| 8  | 徐巧芯 | 政治大学 | 2013年8月1日-2014年9月11日   | なし                           | 殷瑋                                          |
| 9  | 林家興 | 台湾大学 | 2014年9月12日-2015年9月22日  | なし                           | 李正皓                                        |
| 10 | 蕭敬厳 | 東呉大学 | 2015年9月23日-2016年9月23日  | なし                           | 李正皓                                        |
| 11 | 呂謦煒 | 台湾大学 | 2016年9月24日-2017年9月30日  | 陳宇彬などの5人                | 劉楷嶸                                        |
| 12 | 劉昱佑 | 台湾大学 | 2017年10月1日-2018年9月30日  | 盧浩軒                         | 劉楷嶸                                        |
| 13 | 李成蔭 | 台湾大学 | 2018年10月1日-2019年10月2日  | なし                           | 蔡哲琛                                        |
| 14 | 田方倫 | 世新大学 | 2019年10月2日-2020年10月1日  | なし                           | 蔡哲琛                                        |
| 15 | 陳柏翰 | 台湾大学 | 2020年10月1日-2021年11月10日 | 何元楷、陳旻傑                 | 蔡哲琛                                        |
| 16 | 劉奕宏 | 政治大学 | 2021年11月10日-2022年11月8日 | 康晉瑜、沈正浩                 | 蔡哲琛(2022年3月まで)、 蕭羽耘(2022年3月から) |
| 17 | 康晉瑜 | 台湾大学 | 2022年11月9日-2023年10月3日  | 劉秉叡、洪于媗                 | 蕭羽耘(2023年1月まで)、 鄧凱勛(2023年1月から) |
| 18 | 羅雍勝 | 台湾大学 | 2023年10月4日-今             | 張文瑜、賴禹融、黃騰憲、林玧希 | 鄧凱勛                                        |